# アリナ・ボイコワ
アリナ・ボイコワ（ウクライナ語: Аліна Бойкова、1985年1月12日 - ）は、ウクライナの女子相撲選手、サンビスト、柔道家。世界・欧州・ウクライナチャンピオン多数受賞者。3・2等聖オリガ公妃勲章を受賞。アマチュア相撲のウクライナ名誉スポーツマスター、サンボの国際クラススポーツマスター、柔道のウクライナスポーツマスターの称号を持つ。

## 来歴
1985年、リウネ州ベレーズネ地区ゴロディーシェ村で生まれた。1986年、家族連れでチェルニーヒウへ移動。1998年、スポーツクラブに誘われ、レスリング、陸上競技、水泳等を身につける。2001年、サンボのウクライナスポーツマスター称号を授与される。
アマチュア相撲、サンボ、柔道で頭角を現す。
2005年11月、パヴレンコ・ウクライナ教育・青少年・スポーツ相に、スポーツにおいて優秀な成績を称えて3等聖オリガ公妃勲章を授与された。
2009年7月、中華民国台湾の高雄市で開催された第8回ワールドゲームズにおいて、「相撲軽量級」で金メダルを取得し、当時のユーシェンコ大統領に2等聖オリガ公妃勲章を授与された。
趣味は刺繍、旅行。

## 獲得タイトル
- 2004年欧州サンボ選手権大会軽量級　優勝
- 2004年サンボワールドカップ軽量級　優勝
- 2008年世界サンボ選手権大会 女子64kg級　銅
- 2004年ウクライナ柔道選手権大会軽量級　銀
- 2007年ヨーロッパ相撲選手権大会軽量級　銀
- 第16回ヨーロッパ相撲選手権大会軽量級　金
- 第3回世界女子相撲選手権大会軽量級　優勝
- 第5回世界女子相撲選手権大会軽量級　優勝[7]
- 第8回世界女子相撲選手権大会軽量級　優勝[8]
- 第9回世界女子相撲選手権大会軽量級　優勝[9]
- ワールドゲームズ2005デュースブルク大会相撲競技　金
- ワールドゲームズ2009高雄大会相撲競技 金

### インタビュー
- （ロシア語） - ウクライナ相撲連盟公式サイト
- （ウクライナ語）